# Madelynn Bernau
Madelynn Ann Bernau (* 6. Januar 1998 in Racine, Wisconsin) ist eine US-amerikanische Sportschützin.

## Erfolge
Madelynn Bernau tritt seit 2016 bei internationalen Wettkämpfen im Trap an. Begonnen hatte sie mit dem Sportschießen im Alter von zwölf Jahren. 2018 nahm sie mit der Junioren-Nationalmannschaft an den Weltmeisterschaften in Changwon teil, zwei Jahre später wurde sie auch Mitglied der Nationalmannschaft der Erwachsenen. Ihre ersten internationalen Medaillen gewann sie 2021, nachdem sie im Einzelwettbewerb des Weltcups in Lonato del Garda den zweiten Platz belegte.
Bei den ebenfalls 2021 ausgetragenen Olympischen Spielen 2020 in Tokio trat Bernau in zwei Wettbewerben an. Im Einzel verpasste sie mit 119 Punkten als Siebte knapp das Finale, das die besten sechs Schützinnen der Qualifikation erreichten. Erfolgreicher verlief dagegen der Wettkampf im Mixed. Zusammen mit Brian Burrows schoss Bernau 146 Punkte, womit sie ins Duell um die Bronzemedaille einzogen. Dort trafen sie auf das slowakische Duo Zuzana Rehák-Štefečeková und Erik Varga, das ebenso wie Bernau und Burrows zunächst auf 42 Treffer kam. Im Stechen setzten sich die beiden US-Amerikaner mit drei zu zwei Treffern durch und sicherten sich so den Gewinn der Bronzemedaille. Für Bernau waren die Spiele erst der fünfte Wettbewerb außerhalb der Vereinigten Staaten.
Bernau besuchte nach der High School in Waterford das heute unter dem Namen University of Tennessee Southern firmierende Martin Methodist College. Dort schloss sie 2020 ein Biologiestudium ab.